# Объединённые силы обеспечения Германии
Объединенные силы обеспечения (нем. die Streitkräftebasis — SKB), Объединенные силы обеспечения Германии — один из видов Вооружённых сил Германии (ВС ФРГ).

## История
Объединенные силы обеспечения, образованы 1 октября 2000 года, их возглавил инспектор в ранге заместителя генерального инспектора Вооружённых сил. 
С завершением формирования ОСО, на них планируется возложить задачи управления, обеспечения и обучения в ВС ФРГ. В числе наиболее важных функций нового компонента ВС ФРГ названы следующие: оперативное управление, централизованное обеспечение, обработка информации, обеспечение обороны национальной территории, содержание складов центрального подчинения.
В качестве основных органов управления в составе ОСО сформированы: центральное управление (с апреля 2001 года), объединенное командование обеспечения и объединенное оперативное командование (с июля 2001 года). С октября 2001 года из сухопутных сил им передаются земельные штабы обороны, военной полиции и учебных центров. В подчинение объединенных сил обеспечения планируется передать также центральные службы Вооружённых сил, а с начала 2002 года началось сформирование в составе ОСО полка управления и поддержки, а также командования стратегической (космической) разведки. В 2002—2003 годах намечается создать штабы полков и батальонов тылового обеспечения.
Предполагается, что компонентами ОСО станут также командование поддержки ВС с четырьмя подчинёнными ему командованиями военных округов, объединённое оперативное командование и командование стратегической (космической) разведки.
Такая централизация функций, по мнению Федерального министра обороны, позволит сократить около 8 000 должностей в формированиях оперативного и тылового обеспечения Вооружённых сил.

## Аналоги в других государствах
- Материально-техническое обеспечение Вооружённых сил Российской Федерации
- Тыл Вооружённых сил Российской Федерации
- Тыл Вооружённых сил СССР